# 2.0
2.0 é o quarto álbum de estúdio do grupo estadunidense 98 Degrees, lançado em 7 de maio de 2013. O álbum é o primeiro lançado pelo grupo após uma pausa de mais de 10 anos na carreira. Durante este intervalo, alguns integrantes seguiram em carreira solo. O primeiro single retirado para a divulgação do álbum foi a música "Microphone", lançada em 2 de abril de 2013.

## Precedentes
Jeff Timmons disse à People que eles deram um tempo mas nunca se separaram. Que eles sempre souberam que iriam se unir novamente algum dia, e que todos sempre foram amigáveis e foi tudo muito natural. Em entrevista à Rolling Stone em 26 de julho de 2012, o integrante Drew Lachey revelou que o grupo teve seu primeiro ensaio em mais de uma década. Ele também explicou que o grupo decidiu voltar juntos, porque eles estavam todos naquele lugar em suas vidas, onde eles se sentiram confortáveis, comprometendo-se a estar em um grupo novo, e eles também sentiram que o momento é certo, porque a música pop ao redor está de volta. "A música é muito cíclica. Você passa por estágios de rock, etapas de R&B, fases de rap... É uma batalha difícil se você tentar e fazer pop durante um estágio rap", disse Lachey. As gravações do álbum começaram em outubro de 2012, depois que eles participaram do Mixtape Festival na Pennsylvania. Eles se divertiram tanto que decidiram fazer tudo de novo. Nick falou que para o novo álbum eles pretendiam encontrar um equilíbrio entre sua harmonia vocal clássica de R&B e música moderna, já que perceberam que que o cenário musical mudou bastante desde 2000. O grupo queria evoluir com a música, e serem atuais. Ao mesmo tempo que conscientes em manter a harmonia e o som vocal que os fizeram.

## Divulgação
Após anunciarem o novo álbum, o grupo começou a divulgação do trabalho novo anunciando uma turnê pelos Estados Unidos, chamada de The Package Tour em parceria com as boy bands New Kids On The Block e Boyz II Men. Os shows se iniciaram em 28 de maio com datas marcadas até agosto.
Através do Facebook oficial, o grupo começou a divulgar streamings de algumas músicas do álbum. A primeira a ser divulgada foi "Girls Night Out", publicada no site oficial da revista americana Billboard em 29 de abril. No dia seguinte, o grupo liberou em parceria com a revista Glamour a canção "Let Go of My Heart". Em 1º de maio o site da MTV americana divulgou a íntegra de "Lonely". Encerrando a divulgação de faixas, o site Yahoo! Music divulgou a canção "Can't Get Enough", terceira faixa do disco.
No dia 1º de maio, o canal VEVO do grupo divulgou o lyric video do single "Microphone".

## Singles
- "Microphone" foi lançada como o primeiro single do álbum em 2 de abril de 2013, através de download digital no iTunes.[15] O lyric video da música foi divulgado em 1º de maio através da conta VEVO oficial do grupo no YouTube. O vídeo é dirigido por Spence Nicholson e distribuído pela Spence Nicholson, Yell Productions.[16] O clipe mostra, além da letra da canção, os integrantes em uma audição burlesca avaliando o talento de uma bela mulher enquanto cantam e indicam o que ela deve fazer.[17]

- "Impossible Things" foi lançada como o segundo single em 3 de junho de 2013 em download digital no iTunes.[18]

## Lista de faixas
| N.º            | Título                      | Compositor(es)                                                                                  | Duração |  |
| 1.             | "Microphone"                | Trevor Hotchkiss, Sanyika Street, Brent Paschke, Colton Fisher, Jason Rabinowitz                | 3:17    |  |
| 2.             | "Girls Night Out"           | Emanuel Kiriakou, Claude Kelly                                                                  | 3:43    |  |
| 3.             | "Lonely"                    | Shaffer Smith, Chuck Harmony                                                                    | 3:29    |  |
| 4.             | "Can't Get Enough"          | Paschke, Bruce Boniface, Kara DioGuardi                                                         | 3:54    |  |
| 5.             | "Impossible Things"         | Justin Gray, Sheppard Solomon, Priya Jayaram Geddis                                             | 3:44    |  |
| 6.             | "Hush, Hush"                | Jamie Houston, Eric Brengle, Michael Hall                                                       | 3:44    |  |
| 7.             | "No Part of You"            | Carsten Schack, Diego Cordoba, Steven Anzo, Alexander "Xplicit" Izquierdo, Clarence Coffee Jr., | 3:45    |  |
| 8.             | "Agree on Goodbye"          | Thomas Lumpkins, Kelly Lumpkins, Roy Battle                                                     | 2:57    |  |
| 9.             | "Let Go of My Heart"        | Steven Lee Olsen                                                                                | 4:07    |  |
| 10.            | "Ayo"                       | Schack, Sean Hurley, Kelly                                                                      | 3:19    |  |
| 11.            | "Take the Long Way Home"    | Schack, Kenneth Karlin, Philip Martin Lawrence, Bruno Mars                                      | 3:59    |  |
| 12.            | "Because of You (Acoustic)" | Anders Bagge, Arnthor Birgisson, Christian Karlsson, Patrick Tucker                             | 3:22    |  |
| 13.            | "Invisible Man (Acoustic)"  | Stephen Alan Kipner, Sean Syed Hosein, Dane Anthony de Villier                                  | 3:23    |  |
| Duração total: | Duração total:              | Duração total:                                                                                  | 46:43   |  |

## Recepção
| Críticas profissionais | Críticas profissionais |
| Avaliações da crítica  | Avaliações da crítica  |
| Fonte                  | Avaliação              |
| ---------------------- | ---------------------- |
| Allmusic               | [ 19 ]                 |
| Edmonton Journal       | [ 20 ]                 |
| Idolator               | [ 21 ]                 |

O quinto álbum do grupo recebeu críticas mistas em geral, mas a maior parte das críticas negativas para as músicas com temas sexuais. O Bangkok Post elogiou o álbum dizendo que traz maturidade sem se livrar do charme juvenil, e que mistura bem os vocais Pop/R&B com com elementos sexuais e divertidos. Para a Billboard o álbum foi o único de boy band do ano que podia ser chamado de comeback e que ele tem exército de produtores e compositores e, como resultado, o álbum se agita sem nunca se decidir o que é. Para o Idolator "Microphone" e "Girls Night Ou" são difíceis de engolir para fãs de longa data, mas que as baladas provam que o grupo está mais afinado que nunca. E que primeira metade de 2.0 é decente, mas a segunda metade é um pouco melhor.

## Desempenho nas paradas
Apesar do lançamento em abril, o álbum estreou nas paradas em maio, entrando pela primeira vez na Billboard Independent Albums em 12º lugar e na Billboard 200 em 65º.
| Parada (2013)                   | Posição mais alta |
| ------------------------------- | ----------------- |
| US Billboard 200                | 65                |
| US BillBoard Independent Albums | 12                |